# 南雅彦
南 雅彦（みなみ まさひこ、1961年8月24日 - ）は、日本のアニメーションプロデューサー。株式会社ボンズ・株式会社ボンズフィルム代表取締役。三重県出身。血液型はAB型。

## 来歴
大阪芸術大学芸術学部映像計画学科（現・映像学科）卒業後、1984年にサンライズに入社。第3スタジオの植田益朗プロデューサーの下で制作進行、制作デスク、アシスタントプロデューサーを経て、『武者・騎士・コマンド SDガンダム緊急出撃』（1991年）よりプロデューサーになる。その後、『疾風!アイアンリーガー』『機動武闘伝Gガンダム』『天空のエスカフローネ』『カウボーイビバップ』をプロデュース。
1998年、サンライズから独立し、フリーのアニメーターであった逢坂浩司、川元利浩と共にボンズを設立し、代表取締役に就任。
2024年10月、制作部門を分社し設立されたボンズフィルムの代表取締役にボンズ取締役の大薮芳広と共に就任。
大学の同期生に庵野秀明、山賀博之、島本和彦（同級生）らがおり、島本が自身の大学時代を描いた漫画『アオイホノオ』にも一キャラクターとして登場している。同作ドラマ化の際は遠藤要が演じた。島本とは卒業後も交流があり、『疾風!アイアンリーガー』や『機動武闘伝Gガンダム』では社外スタッフとして設定協力を依頼している。

## 作品

### サンライズ時代
1984年
- 銀河漂流バイファム（手伝い）
- 超力ロボ ガラット（制作進行）

1985年
- 機動戦士Ζガンダム（手伝い）
- 蒼き流星SPTレイズナー（制作進行）

1986年
- 蒼き流星SPTレイズナー ACT.III 刻印2000（制作進行）

1987年
- バツ&テリー（制作進行）
- シティーハンター（制作進行）

1988年
- シティーハンター2（制作デスク）

1989年
- シティーハンター 愛と宿命のマグナム（制作デスク）

1990年
- オバタリアン（制作デスク）

1991年
- 機動戦士ガンダム0083 STARDUST MEMORY（アシスタントプロデューサー）
- 武者・騎士・コマンド SDガンダム緊急出撃（プロデューサー）

1992年
- 機動戦士ガンダム0083 ジオンの残光（アシスタントプロデューサー）

1993年
- SD戦国伝 天下泰平篇（プロデューサー）
- SDコマンド戦記ガンダムフォース スーパーGアームズファイナルフォーミュラー VS ノウムギャザー（プロデューサー）
- 疾風!アイアンリーガー（プロデューサー）

1994年
- 機動武闘伝Gガンダム（プロデューサー）
- 疾風!アイアンリーガー 銀光の旗の下に（プロデューサー）

1996年
- 天空のエスカフローネ（プロデューサー）

1998年
- カウボーイビバップ（プロデューサー）

### ボンズ設立以降
2000年
- エスカフローネ（プロデューサー）
- 機巧奇傳ヒヲウ戦記（プロデューサー）

2001年
- 機動天使エンジェリックレイヤー（プロデューサー）
- カウボーイビバップ 天国の扉（プロデューサー）

2002年
- ラーゼフォン（プロデューサー）
- Piaキャロットへようこそ!! -さやかの恋物語-（プロデューサー）

2003年
- WOLF'S RAIN（プロデューサー）
- スクラップド・プリンセス（プロデューサー）
- ラーゼフォン 多元変奏曲（プロデューサー）
- 鋼の錬金術師（プロデューサー）
- 鋼の錬金術師 翔べない天使（アニメーションプロデューサー）

2004年
- 絢爛舞踏祭 ザ・マーズ・デイブレイク（プロデューサー）
- KURAU Phantom Memory（企画・プロデューサー）
- 鋼の錬金術師2 赤きエリクシルの悪魔（アニメーションプロデューサー）

2005年
- 交響詩篇エウレカセブン（企画）
- 劇場版 鋼の錬金術師 シャンバラを征く者（プロデューサー）
- 鋼の錬金術師3 神を継ぐ少女（アニメーションプロデューサー）

2006年
- 桜蘭高校ホスト部（プロデューサー）
- 獣王星（製作・プロデューサー）
- 天保異聞 妖奇士（企画・プロデューサー）

2007年
- DARKER THAN BLACK -黒の契約者-（企画）
- スカルマン（製作）
- ストレンヂア 無皇刃譚（プロデューサー）

2008年
- ソウルイーター（企画）
- 二十面相の娘（製作）
- 亡念のザムド（企画）

2009年
- 鋼の錬金術師 FULLMETAL ALCHEMIST（企画）
- 交響詩篇エウレカセブン ポケットが虹でいっぱい（製作・プロデューサー）
- 東京マグニチュード8.0（製作）
- DARKER THAN BLACK -流星の双子-（企画）

2010年
- HEROMAN（企画）
- STAR DRIVER 輝きのタクト（企画）

2011年
- GOSICK -ゴシック-（企画）
- トワノクオン（製作）
- 鋼の錬金術師 嘆きの丘の聖なる星（製作・企画・プロデューサー）
- NO.6（製作）
- UN-GO（製作）

2012年
- エウレカセブンAO（企画・チーフプロデューサー）
- 絶園のテンペスト（企画・チーフプロデューサー）

2013年
- スタードライバー THE MOVIE（企画）

2014年
- スペース☆ダンディ（企画・プロデューサー）
- ノラガミ（企画・チーフプロデューサー）
- テンカイナイト（アニメーション制作統括）
- キャプテン・アース（企画・チーフプロデューサー）
- ソウルイーターノット!（企画）
- 棺姫のチャイカ（製作）

2015年
- 血界戦線（企画）
- SHOW BY ROCK!!（企画）
- 赤髪の白雪姫（企画）
- ノラガミ ARAGOTO（企画・チーフプロデューサー）
- コンクリート・レボルティオ〜超人幻想〜（企画）

2016年
- 僕のヒーローアカデミア（製作）
- 文豪ストレイドッグス（製作）
- モブサイコ100（企画）
- SHOW BY ROCK!!#（企画）

2017年
- 交響詩篇エウレカセブン ハイエボリューション1（製作・企画）
- 血界戦線＆BEYOND（製作）

2018年
- 文豪ストレイドッグス DEAD APPLE（エグゼクティブプロデューサー）
- ひそねとまそたん（企画）
- 僕のヒーローアカデミア THE MOVIE 〜2人の英雄〜（共同製作）
- ANEMONE/交響詩篇エウレカセブン ハイエボリューション（製作・企画）

2019年
- モブサイコ100 Ⅱ（企画・プロデューサー）

2021年
- 僕のヒーローアカデミア THE MOVIE ワールド ヒーローズ ミッション（共同製作）